# Mocsári bíborbagoly
A mocsári bíborbagoly (Eucarta virgo)  a rovarok (Insecta) osztályának a lepkék (Lepidoptera) rendjéhez, ezen belül a bagolylepkefélék (Noctuidae) családjához tartozó faj.

## Elterjedése
Dél-és Közép-Európában, Délkelet-Európában fordul elő gyakrabban vizes élőhelyeken, mint például a folyóvölgyek, folyópartok és a tavak partja.

## Megjelenése
- lepke: szárnyfesztávolsága: 25–36 mm, alapszíne világosabb barna. Közel a szárnyához fehér átlósan futó vonal húzódik. A külső területen van egy kissé hajlított fehér vonal elölről a hátsó külső és belső részhez olyan közel, hogy az elülső fehér vonallal  háromszöget alkot. Ebben a háromszögben négy nagy, váltakozó barna és fehér területek találhatók.
- hernyó: sárga, sárgászöld minden szegmensen hat sárga ponttal.
- báb: sötétbarna, viszonylag rövid

## Életmódja
- nemzedék:  egy nemzedéke van évente,  júniustól szeptemberig.
- hernyók tápnövényei: Artemisia vulgaris, Artemisia campestris, Tanacetum vulgare

## Fordítás
- Ez a szócikk részben vagy egészben  az   Eucartavirgo című német Wikipédia-szócikk fordításán alapul.  Az eredeti cikk szerkesztőit annak laptörténete sorolja fel. Ez a jelzés csupán a megfogalmazás eredetét és a szerzői jogokat jelzi, nem szolgál a cikkben szereplő információk forrásmegjelöléseként.